# Колиба (роман)
Колиба (енг. The Shack) је роман канадског писца Вилијама Пола Јанга објављен 2007. године и преведен на 35 језика који је продат у преко 17 милиона примерака и који је 52. недељe био на првом месту Њујорк Тајмс листе као најпродаванији роман.
Како је аутор објаснио у једном интервјуу наслов књиге је метафора за „кућу коју градите од сопственог бола“.
Књига се налазила и на Амазоновој листи 100 најпродаванијих наслова у свету.

## О аутору
Вилијам Пол Јанг је канадски писац рођен 11. маја 1955. године у Алберти, дете родитеља мисионара који је младост провео живећи са родитељима у једном изолованом племену народа Дани на централним висоравнима некадашње Нове Гвинеје. 
Због природе посла својих родитеља и честих путовања променио је чак 13 школа пре него је дипломирао на пацифичком колеџу у Портланду.
Дуго се бавио писањем, али само за пријатеље и породицу, па је тако и свој првенац, роман Колибу који му је донео планетарну популарност написао као божићни поклон за своје шесторо деце без размишљања о објављивању књиге.
Нако свог првенца написао је и књиге Ева, Раскршћа и Лажи о Богу у које верујемо.

## О књизи
Радња романа је смештена на америчком северозападу, области Орегон, четири године пре главних догађаја у причи, када главни лик Макензи Ален Филип или за пријатеље скраћено Мек води троје од својих петоро деце на породично камповање на језеру.
Током камповања двоје деце весла у кануу на језеру, а он проводи време на обали са својом најмлађом ћерком Миси. У једном тренутку долази до превртања кануа након чега он утрчава у воду и вади децу, али малу Миси оставља саму на обали. Након изласка из воде са децом установљава да је Миси нестала и да није у кампу. Након неуспешне потраге обавештена је и полиција која такође не успева да је пронађе. Касније, претрагом терена полицајци дубоко у шуми налазе напуштену колибу у којој налазе Мисину крваву одећу, али не и њу. На основу осталих трагова полиција установљава да је Миси отео и убио серијски убица познат под надимком Бубамара.
Четири године након овог догађаја током којих се Мек повукао у себе кривећи и себе и Бога за трагедију која га је задесила добија чудно писмо које је неко потписао са Тата. Мек са 13 година напушта дом и одлази од насилног оца кога од тад није видео, па га порука још више збуњује. У поруци стоји да би волео да га види наредног викенда у напуштеној колиби у којој су пронађени крвави трагови пре четири године.
Након дугих размишљања о томе ко би могао да му пошаље писмо долази до закључка да је порука можда од Бога лично, кога његова жена Нан ословљава са тата.
Тог викенда остатак Мекове породице одлази да посети родбину, а он сам упркос здравом разуму тог зимског поподнева одлази у колибу несигуран шта ће тамо затећи.
Он стиже у колибу, али она је и даље напуштена и у њој не налази ништа и предпоставља да је то била нечија болесна шала, али током одласка колиба и њена околина оживљавају и претварају се у несшто мистично.
Он се враћа унутра и наилази на манифестације три личности, које представљају Свето Тројство.
Бог Отац је женског рода и има облик афроамериканке која себе назива Елојза и Тата, Исус представља блискоисточног столара, а Свети Дух се манифестује као азијаткиња по имену Сараја.
Највећи део књиге приповеда о Мековим разговорима са татом, Исусом и Сарајом док се суочава са Мисином смрћу и његовим односом са њих троје. Мек има потпуно различита искуства са сваким од њих. Мак иде преко језера са Исусом, види слику свог оца од ког је отишао на небу са Сарајом, води разговор са Софијом, персонификацијом Божје мудрости. На крају своје посете, Мек иде у шетњу са татом, који се сада појављује као старији индијанац, који га води и показује му где је Мисино тело остављено у пећини.
Током целог боравка у колиби Мек покушава да добије одговор на питање зашто се лоше ствари дешавају, зашто у свету ако је Бог свемогућ и пун љубави и даље постоје бол и зло и схвата да не постоји лак и једноставан одговор. Схвата да га Бог никад није напустио и да Бог не може да казни своју децу чак и кад су веома грешна и кад убију.
Након што је провео викенд у колиби, Мек одлази и толико је заокупљен својим радосним и помешаним мислима и новим сазнањима да је скоро погинуо у саобраћајној несрећи на путу до куће. Током опоравка у болници схвата да у ствари није провео викенд у колиби, већ да се његова незгода догодила истог дана када је кренуо ка колиби. Он такође након опоравка води полицију до пећине коју му је тата открио где они проналазе Мисино тело које још увек лежи тамо. Форензички трагови убрзо воде полицију до серијског убице кога хапсе и изводе на суђење.
```
Опроштај није заборав. Опроштај те ослобађа нечега што те живог изједа, што уништава твоју радост и способност да волиш потпуно и отворено.
```

## Филмска екранизација
2017. године је по књизи снимљен и истоимени филм режисера Стјуарта Хазелдина, чији сценарио потписује Џон Фуско, а главне улоге играју Сем Вортингтон, Грејем Грин и Октејвија Спенсер.